# إرنست بلاكهام
إرنست بلاكهام (بالإنجليزية: Ernest Blackham)‏ (4 يوليو 1898 في المملكة المتحدة - 24 ديسمبر 1966) هو لاعب كرة قدم بريطاني (وحمل سابقاً جنسية المملكة المتحدة لبريطانيا العظمى وأيرلندا) في مركز حراسة المرمى. لعب مع بورت فايل.